# St-Sulpice (Chars)

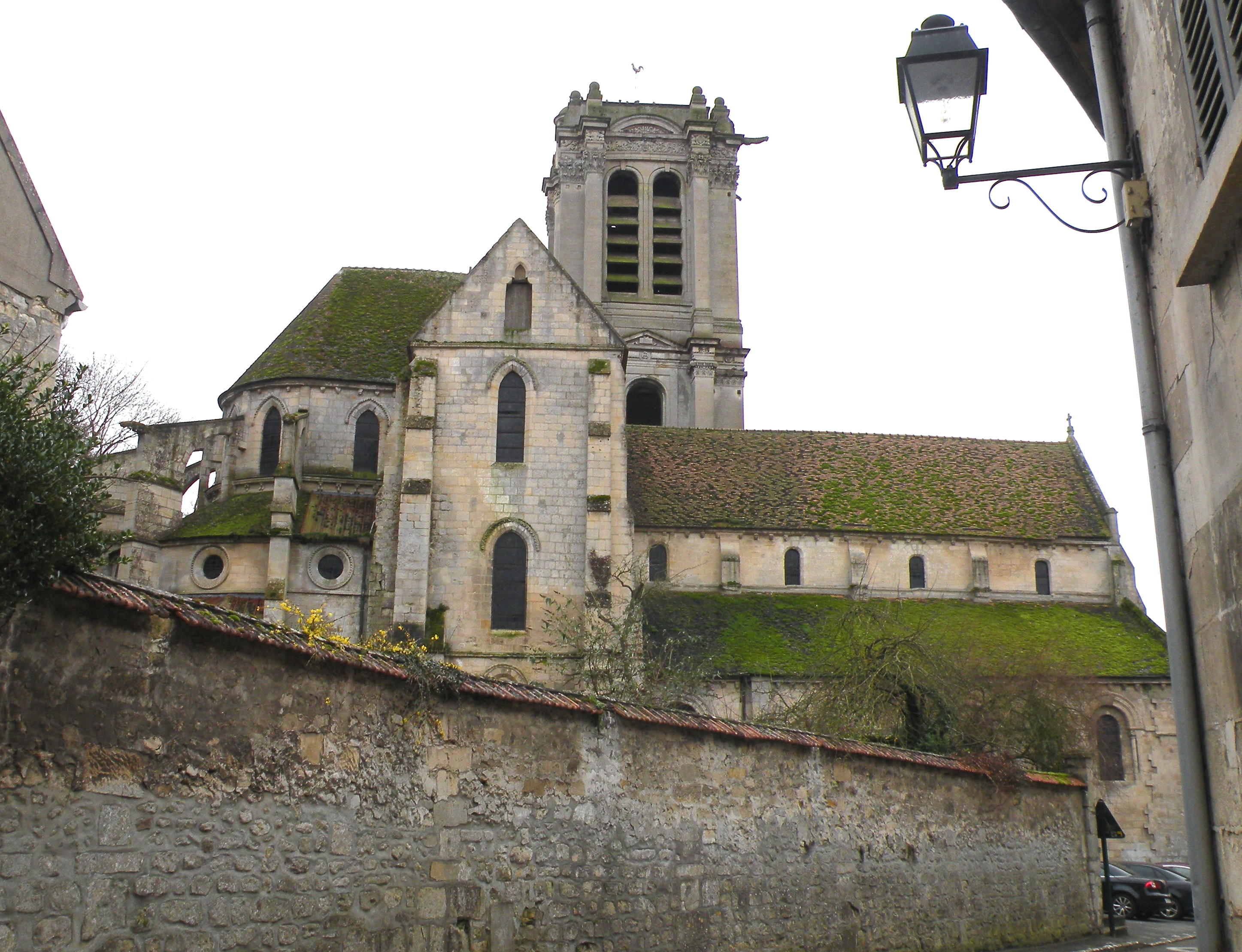
Pfarrkirche Saint-Sulpice in Chars: Langhaus romanisch, Querhaus und Umgangschor frühgotisch, Turm Renaissance

Die katholische Pfarrkirche Saint-Sulpice in Chars, einer Gemeinde im Département Val-d’Oise in der französischen Region Île-de-France, gilt als Bauwerk des Übergangs von der Romanik zur Gotik. Die dem heiligen Sulpicius II. von Bourges geweihte Kirche wurde in der zweiten Hälfte des 12. Jahrhunderts begonnen und Anfang des 13. Jahrhunderts vollendet. Seit 1912 steht die Kirche als Monument historique auf der Liste der Baudenkmäler in Frankreich.

## Geschichte
Die Kirche Saint-Sulpice gehörte einst zum Erzbistum Rouen. 1176 kam das Patronatsrecht der Kirche an die Abtei Saint-Denis, die königliche Grablege im Erzbistum Sens.
Der Bau des Langhauses wird um 1160 datiert, es ist spätromanisch mit rundbogigen Wandöffnungen und gotischen Gewölben. Chor und Querschiff entstanden zwischen 1190 und 1230 im Stil der Frühgotik mit runden Grundrisse von Umgang und Innenchor, maßwerklosen Spitzbogenstern (von Chorempore und Chorobergaden) zur Hochgotik; die Radialkapellen am Umgang haben polygonale Grundrisse und Maßwerkfenster. Zu Beginn des 16. Jahrhunderts stürzte der Glockenturm über der Vierung ein und zerstörte das Gewölbe der beiden letzten Langhausjoche, beschädigte Querhaus und Chor. Die Chorkapellen, die vorher einen halbrunden Grundriss hatten, wurden mit eckigen Grundrissen und Flamboyantfenstern neu errichtet. Zwischen 1562 und 1576 wurde ein neuer Glockenturm auf das letzte Joch des südlichen Seitenschiffes gesetzt.

## Architektur

### Außenbau

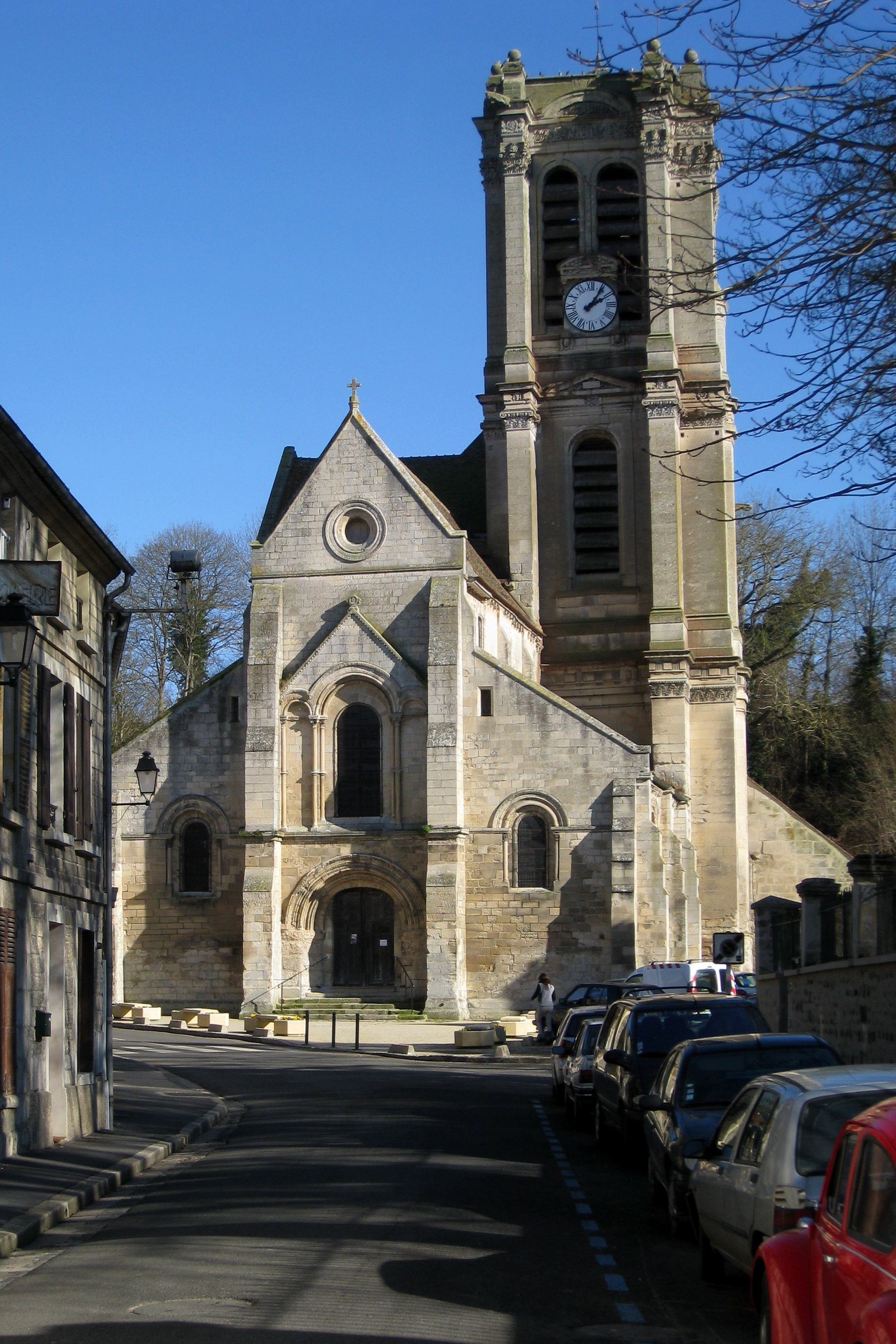
Romanischer Westgiebel, seitlicher Renaissanceturm
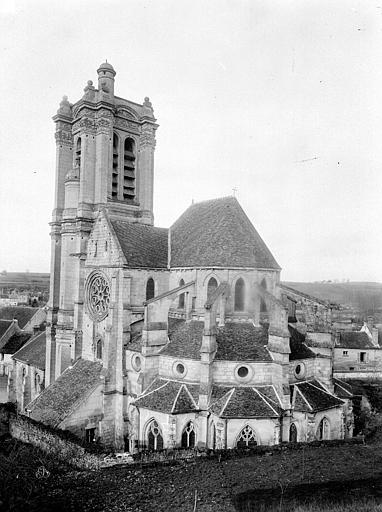
Hochchor und Emporengeschoss frühgotisch, Radialkapellen eckig mit Maßwerk
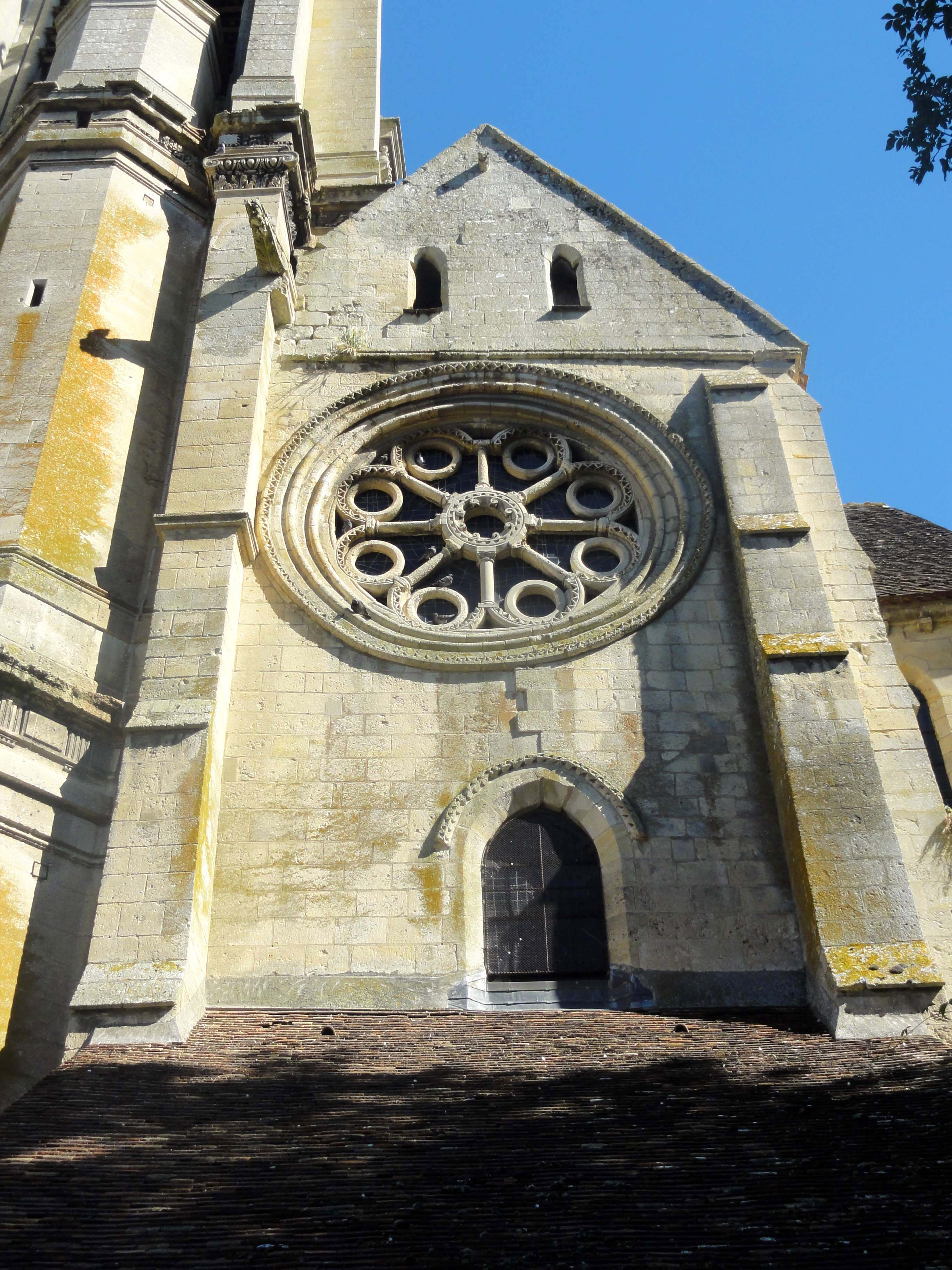
Südquerhaus mit Rosenfenster

Die Außenmauern werden von kräftigen Strebepfeilern gegliedert. Das Portal befindet sich an der Westfassade. Es ist wie die Fenster von mit Rundstäben verzierten Archivolten gerahmt. Unter dem Dachansatz verlaufen mit Köpfen und Tieren skulptierte Kragsteine.

### Innenraum

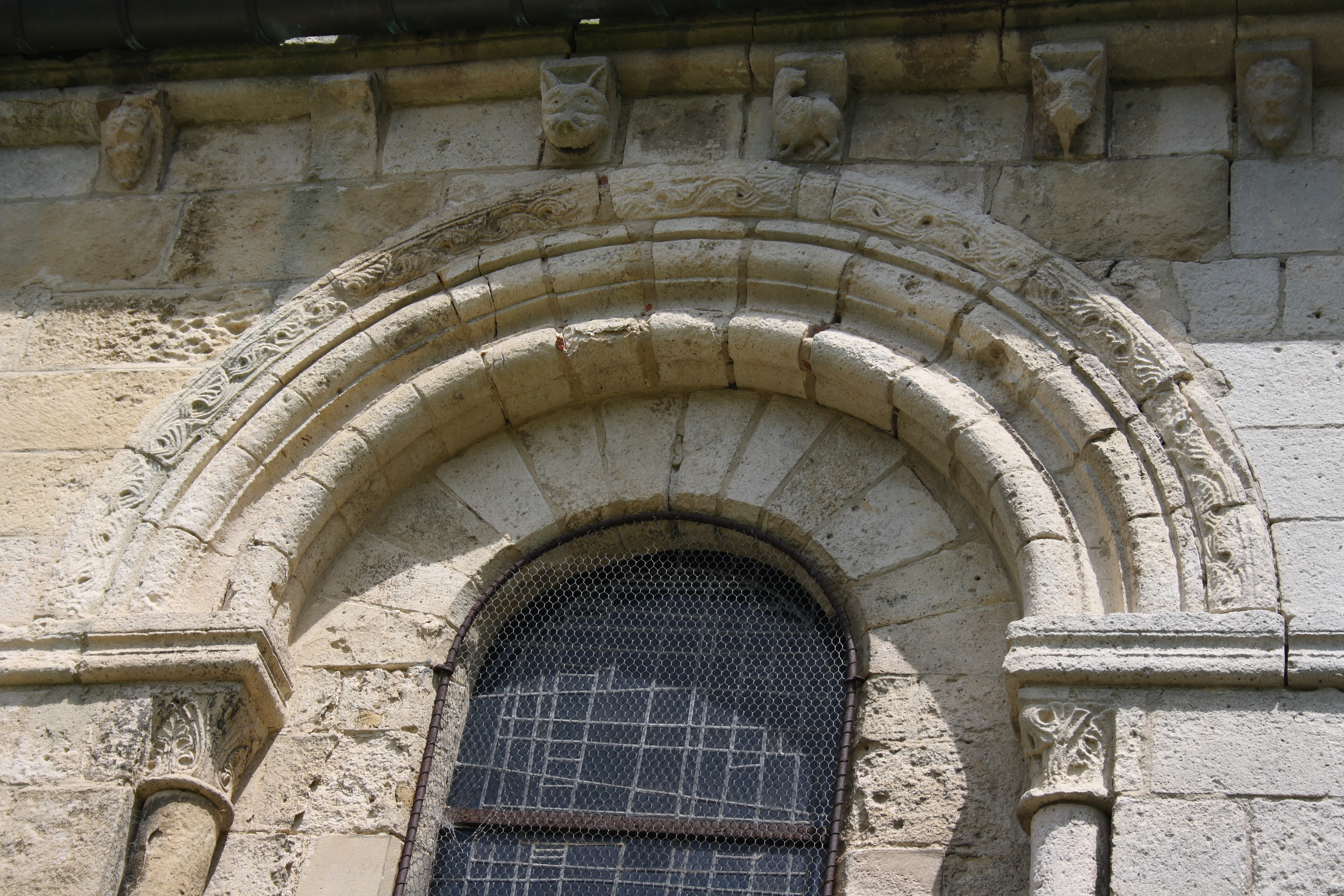
Kragsteine mit Fabelwesen, äußerer Fensterbogen mit Bänderfries
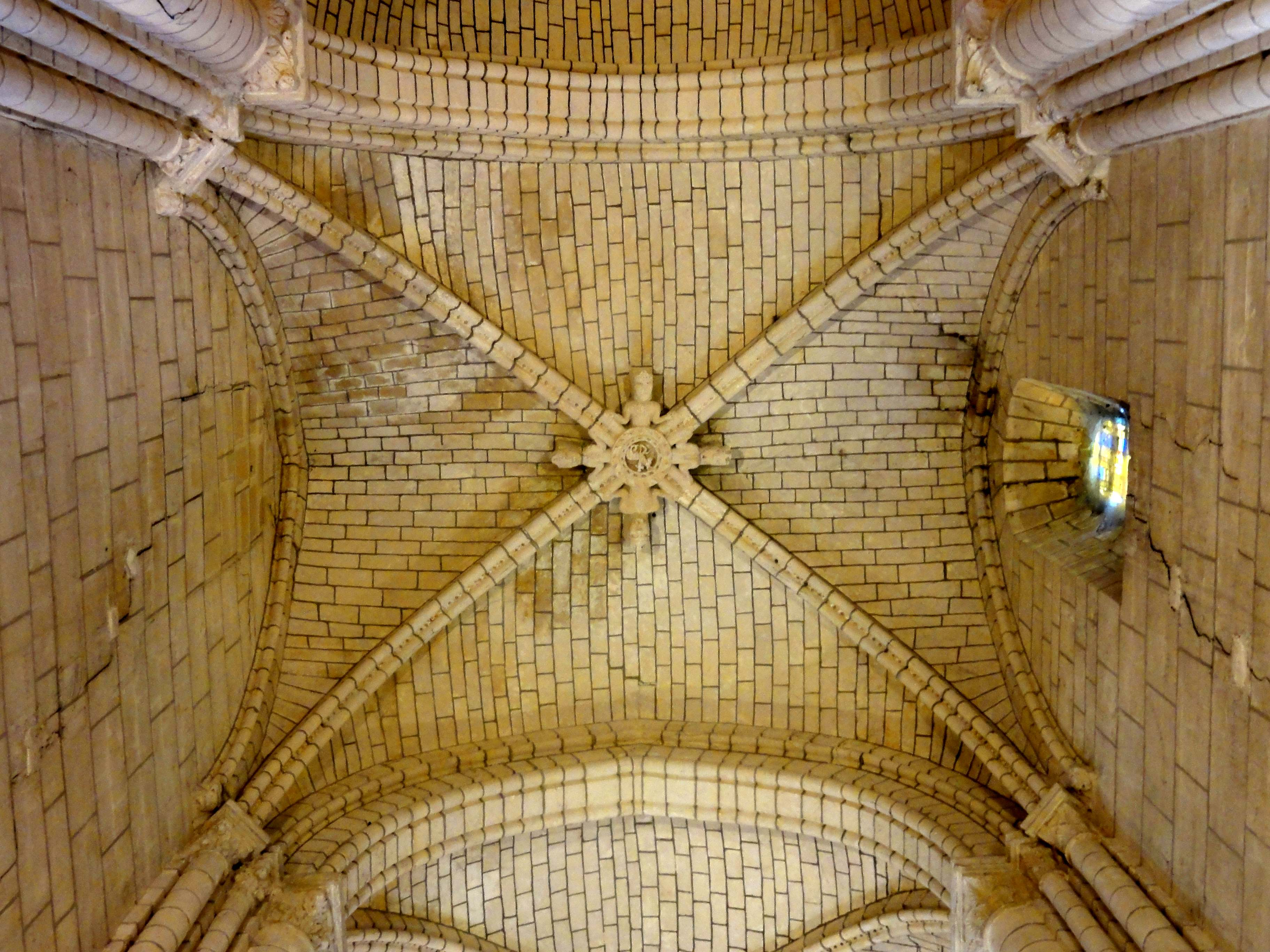
3. Langhausjoch: Gewölberippen mit Diamantfries, Schlussstein mit Kreuz aus vier Königen um Lamm Gottes

Das dreischiffige Langhaus ist zweigeschossig und in vier Joche gegliedert. Über den hohen Spitzbogenarkaden schließen sich kleine, rundbogige Obergadenfenster an. Zwischen Chor und Langhaus liegt das Querschiff, das nicht über die Breite des Langhauses hinausragt. An das Chorjoch schließt sich die halbrunde Apsis mit einem breiten Chorumgang an, der sich zu fünf Kranzkapellen öffnet.
Die ersten drei Joche des Schiffs, die noch aus der Zeit um 1160 stammen, sind mit einem vierteiligen Kreuzrippengewölbe eingewölbt, dessen Rippen mit Rundstäben und einem Diamantfries verziert sind. Mehrere Schlusssteine sind mit Figuren skulptiert. Auf einem Schlussstein ist in der Mitte das Lamm Gottes dargestellt, das von vier Königen umgeben ist. Die Arkaden des Langhauses liegen auf mächtigen Pfeilern mit Säulenvorlagen auf, deren Kapitelle mit Akanthusblättern, Tieren und Fabelwesen skulptiert sind.
Das Gewölbe der Vierung wurde wie drei Vierungspfeiler im 16. Jahrhundert erneuert. Nur der nordöstliche Pfeiler besitzt noch ein Dienstbündel mit sechzehn eingestellten Säulen. Wie an den Rippenformen zu erkennen, wurden auch die Gewölbe des Hochchors erneuert.

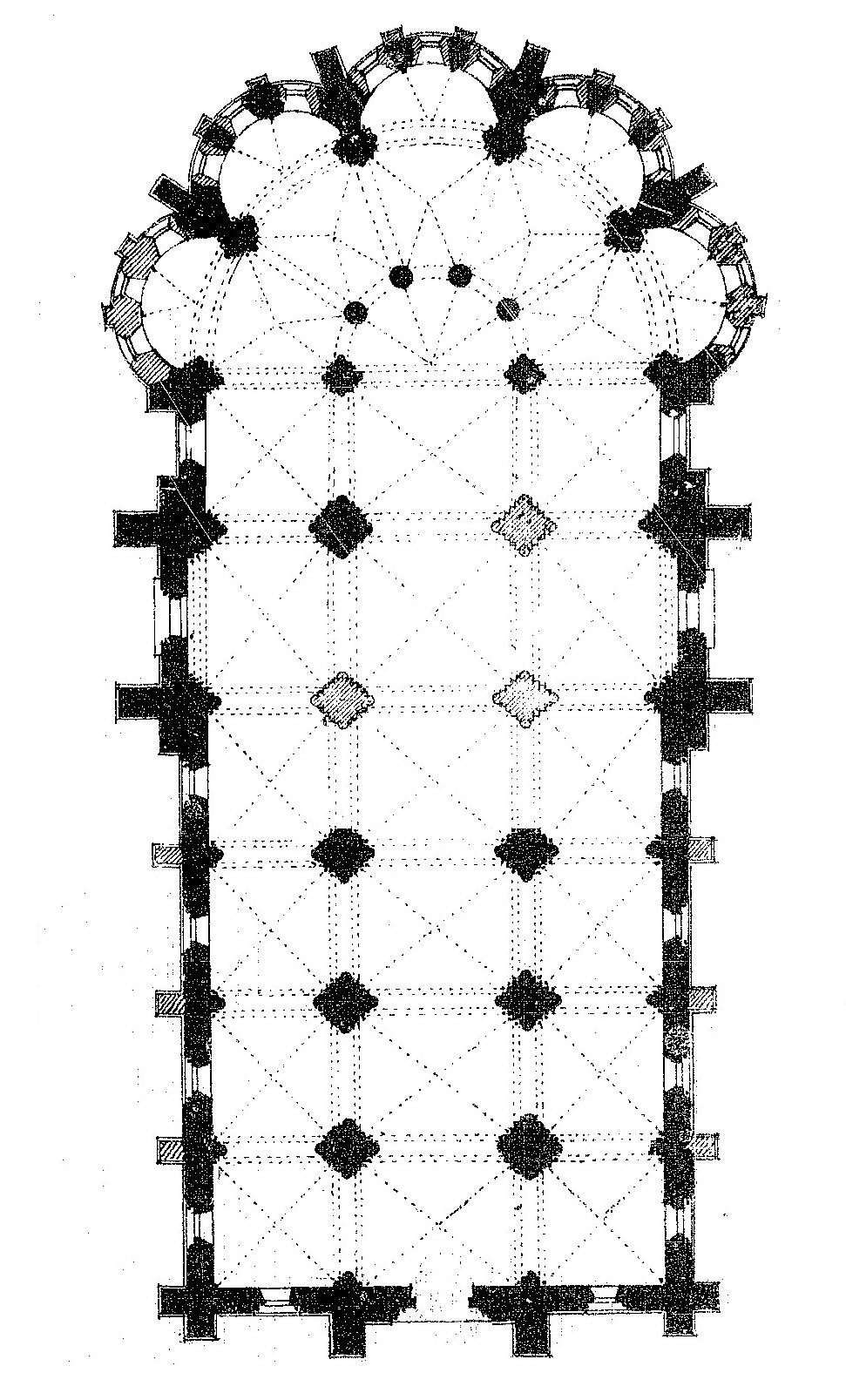
Grundriss für das 12. Jahrhundert
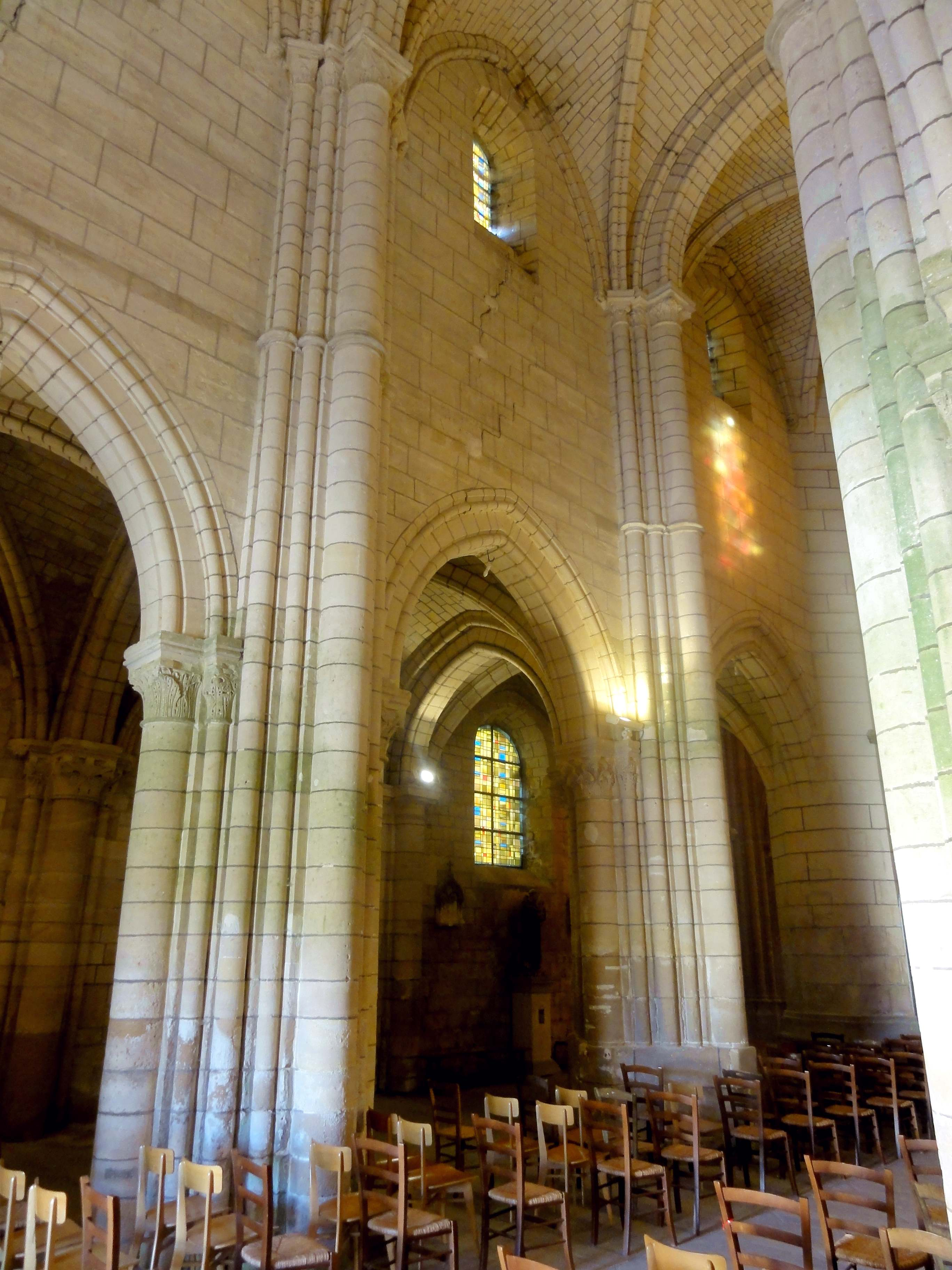
Langhaus, Nordseite, 2., 3. u. 4. Joch
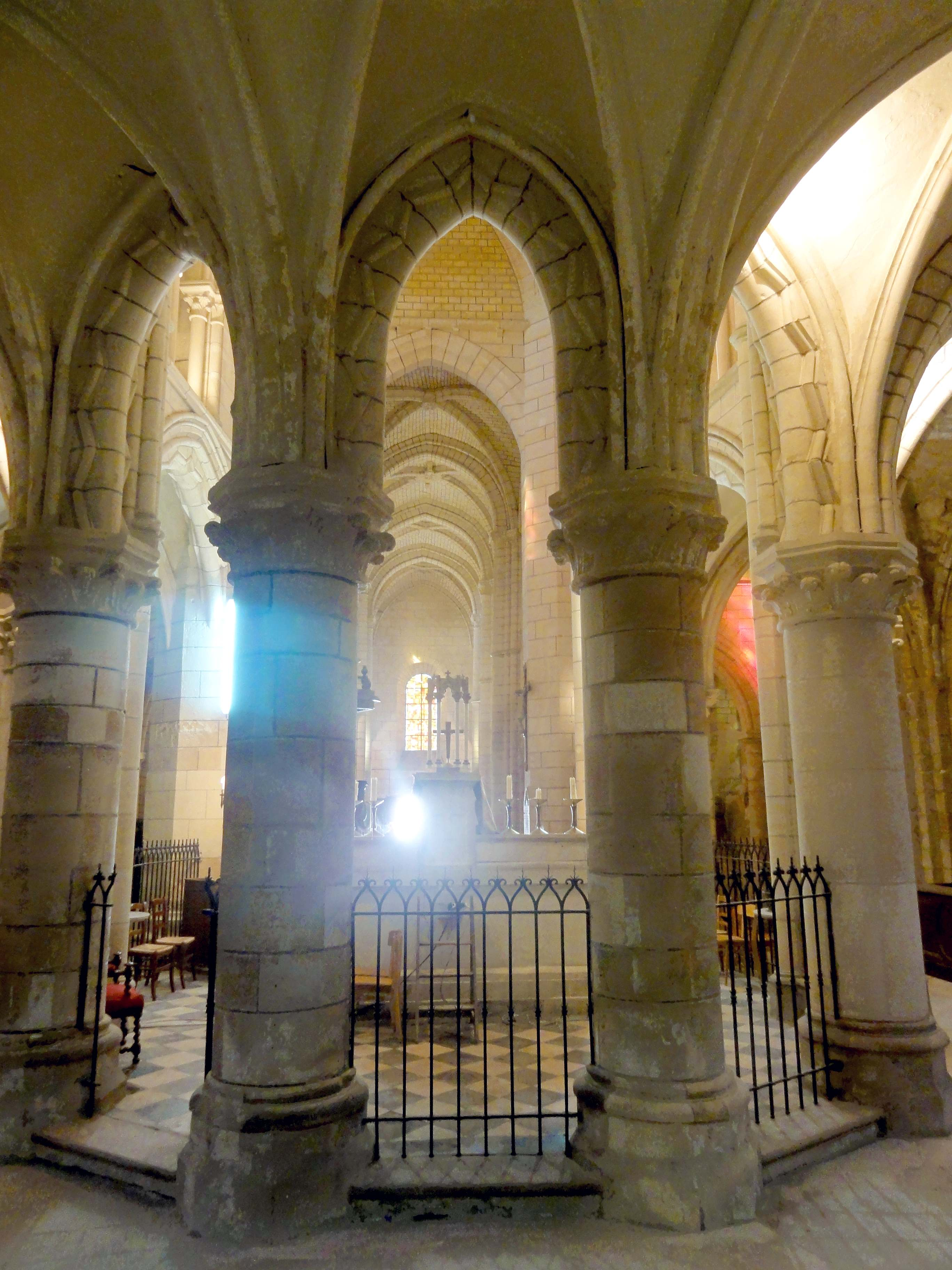
Verzierte Arkadenbögen des Chorumgangs
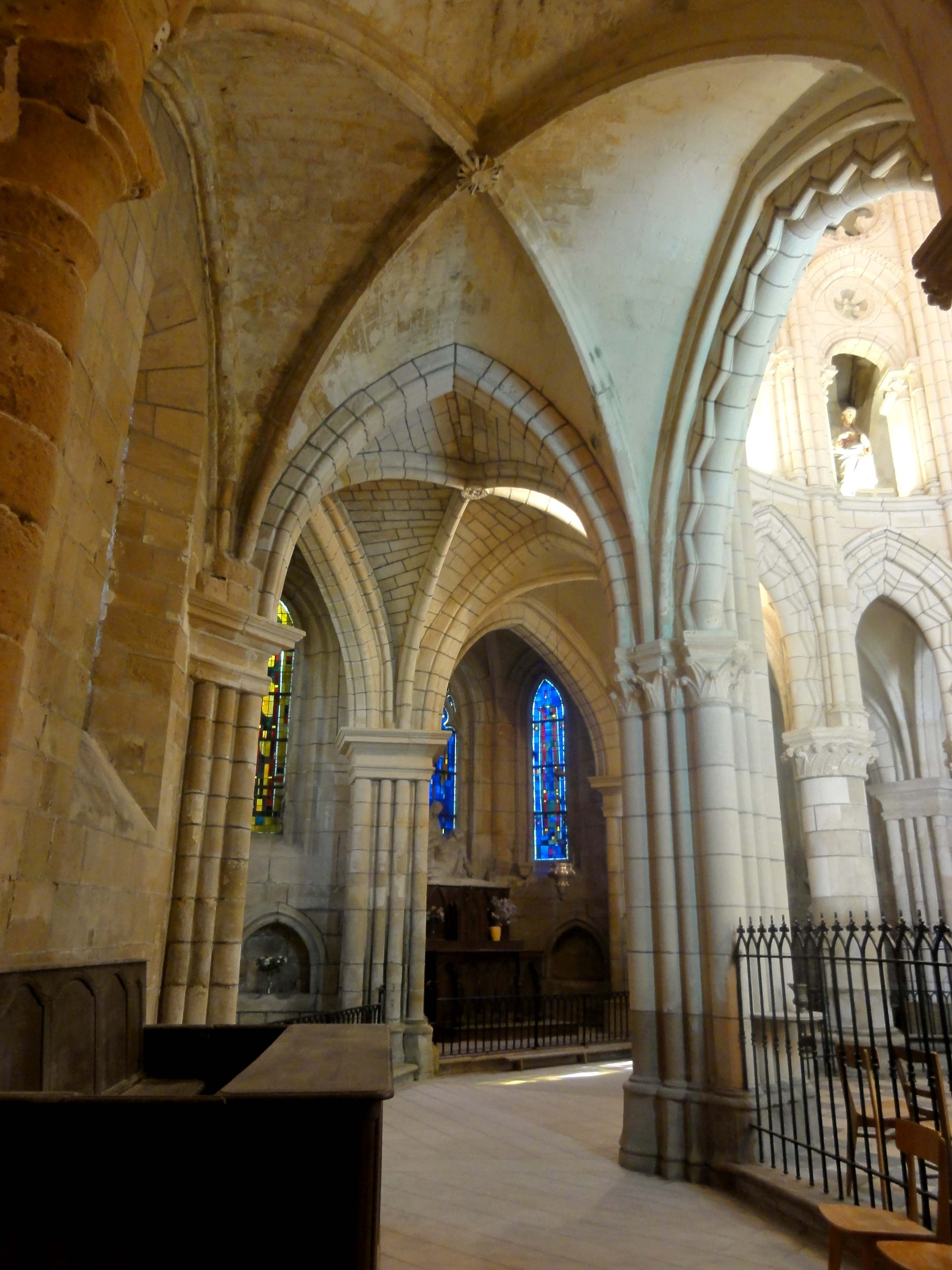
Umgang: Kapitelle der Innenseite frühgotisch, der Außenseite erneuert, Rippen vorne erneuert, hinten frühgotisch
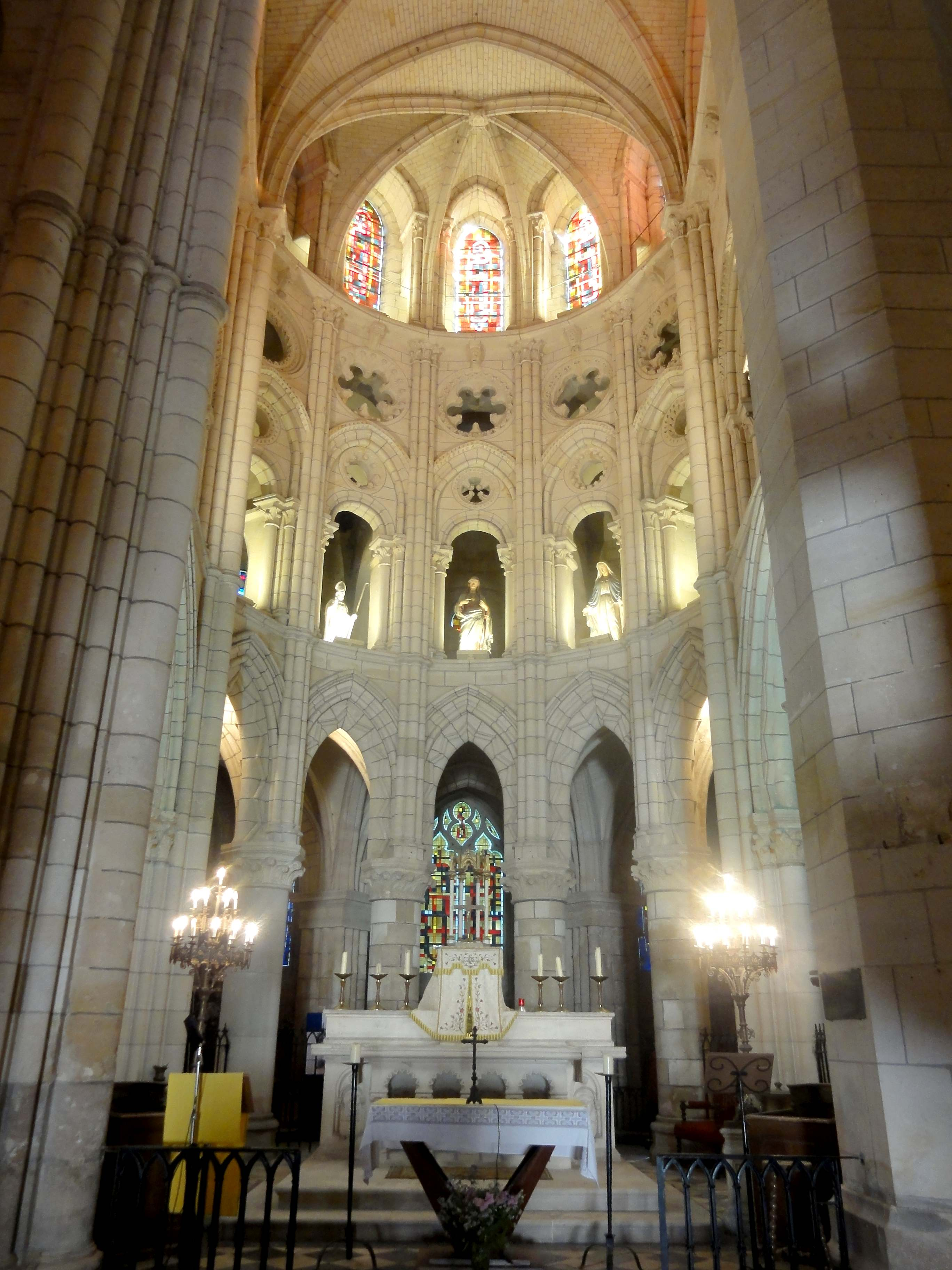
Chorhaupt: zwei Geschosse Arkaden, zwei Reihen Oculi, frühgotische Obergaden, spätgotische Rippenform

Der Wandaufriss des Chores ist viergeschossig, sogar fast fünfgeschossig: Die Arade des Chorumgangs ist spitzbogig. Die Unterzüge ihrer Arkaturen sind mit zickzackförmig verlaufenden zarten Rundstäben verziert. Die Arkade der Chorempore besteht aus hohen rundbogig schließenden Öffnungen, über den sich jeweils ein Okulus öffnet, im Axialjoch als Vierpass, in den übrigen Jochen nur mit ornamentierten Laibungen. Die Emporenüffnungen werden von spitzbogigen Überfangbögen abgeschlossen. Die Üffnungen des Triforiums über der Chorempore sind ebenfalls Okuli, aber größer als die oberen Emporenöffnungen, die drei mittleren sind als Sechspässe gestaltet. Die Obergadenfenster sind durch Pfeler erheblicher Tiefe voneinander getrennt und liegen daher, vom Chor aus betrachtet, jeweils am Ende einer Nische, die mit einer Spitztonne gedeckt ist. das gewölbe des Chorhauptes hat bei der Erneuerung om 16. Jahrhundert anscheinend eine geänderte Geometrie erhalten, denn die Rippe verlaufen nicht radial zum Grundriss, sondern treffen sich an einem Scheitelpunkt östlich des Kreismittelpunktes der Grundrisskrümmung.